# Aadami
Aadami es una aldea del municipio de Kastre, en el condado de Tartu, Estonia, con una población censada a principios del año 2019 de 55 habitantes. 
Se encuentra ubicada al sur del condado, al sur del río Emajõgi y al oeste del lago Peipus y la frontera con Rusia.